# Karol Brančík

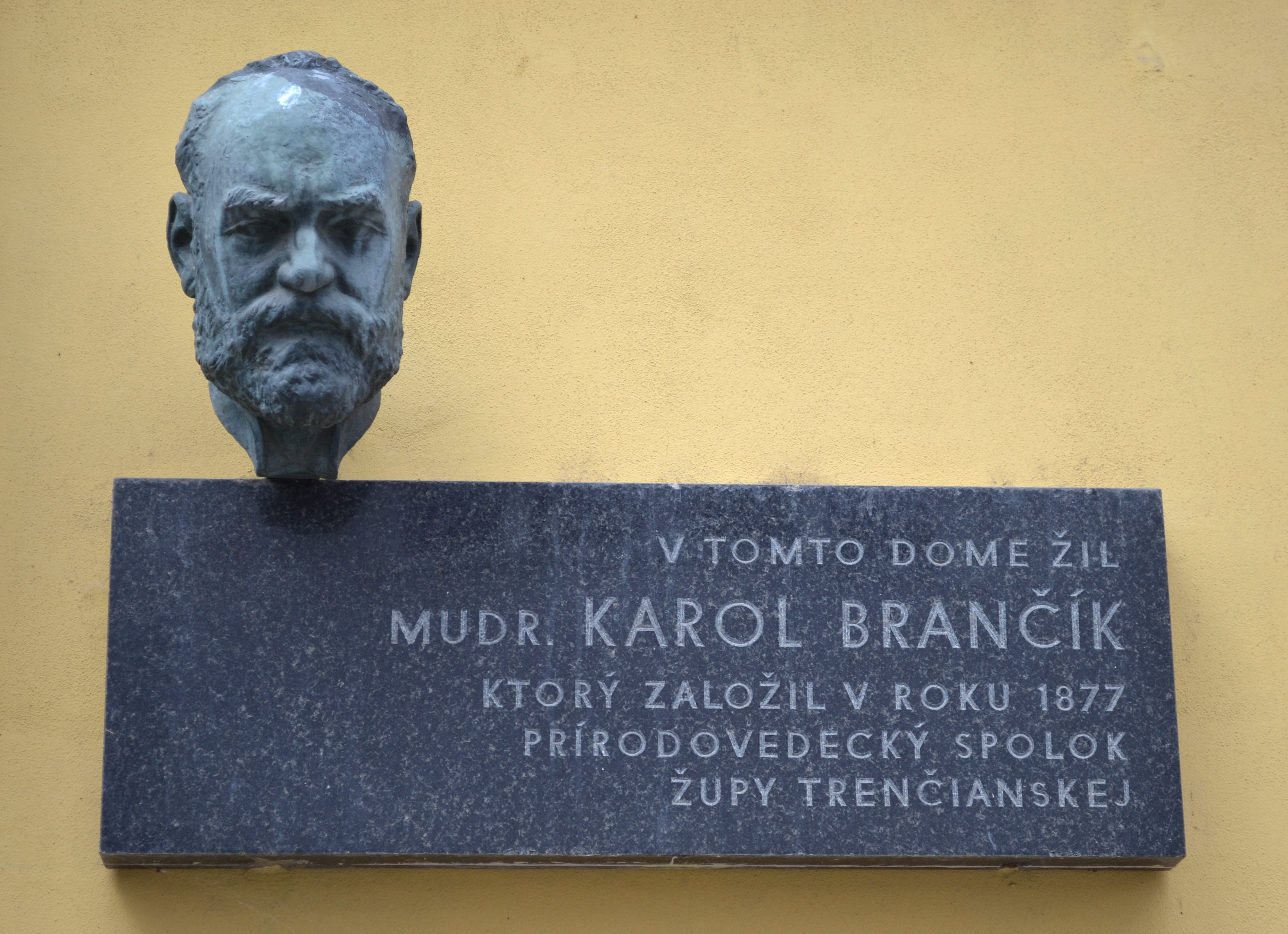
Pamětní tabule a busta Karla Brančíka na Farské ulici 2 v Trenčíně

Karol Brančík (13. března 1842 Stará Bystrica, okres Čadca – 18. listopadu 1915 Trenčín) byl slovenský entomolog, lékař, muzeolog, zoolog, malakolog a botanik.

## Život
Nejprve navštěvoval gymnázium v Žilině a Českém Těšíně, později evangelické lyceum v Bratislavě a v Šoproni, kde v roce 1862 maturoval. Pokračoval ve studiu medicíny na univerzitě ve Vídni, na Karlově univerzitě v Praze a ve Štýrském Hradci, kde byl 23. ledna roku 1872 promován doktorem medicíny.
V roce 1873 se stal praktickým lékařem v Beckově a od roku 1874 až do smrti pracoval jako okresní lékař v Trenčíně. V roce 1878 se stal ředitelem župní nemocnice. Od roku 1879 působil jako hlavní župní lékař a od roku 1904 také jako soudní lékař. Roku 1904 byl také jmenován královským rádcem a stal se i členem městského zastupitelstva v Trenčíně.
Brančík byl zakladatelem, od roku 1877 tajemníkem, od roku 1881 místopředsedou a od roku 1886 předsedou Přírodovědného spolku župy Trenčínské. Sám redigoval ročenky tohoto spolku. V roce 1912 založil v Trenčíně muzeum, které vydávalo vlastní časopis, a v němž Brančík publikoval své odborné, převážně entomologické, ale i jiné práce. Zároveň byl i ředitelem tohoto muzea – v letech 1912–1915. Brančík se svou mimořádnou výzkumnou pílí a nadšením zařadil mezi uznávané entomology nejen na Slovensku, ale i v zahraničí. Některé jeho práce měly význam i pro světovou entomologii. Z jeho přibližně 70 publikovaných entomologických článků se více než polovina zabývá územím Slovenska, především územím Trenčínské župy.
Karol Brančík zemřel v Trenčíně, kde je zároveň pohřben.